# Număr centrat poligonal
Numerele centrate poligonale sunt o clasă de serii de numere figurative, fiecare formată dintr-un punct central, înconjurat de straturi poligonale cu un număr constant de laturi. Fiecare parte a unui strat poligonal conține cu un punct mai mult decât latura din stratul anterior, deci începând de la al doilea strat poligonal fiecare strat al unui număr centrat k-gonal conține k mai multe puncte decât stratul anterior.
Aceste numere figurative se construiesc pe baza dispunerii regulate în plan, în jurul unui punct central, a unor puncte situate la distanțe egale, astfel încât să se obțină poligoane regulate.

## Exemple
Fiecare element din șir este un multiplu al numărului triunghiular anterior plus 1. Acest lucru poate fi scris ca o formulă prin ecuația {\displaystyle {\frac {ax(x+1)}{2}}+1} unde a este numărul de laturi ale poligonului și x este numărul de ordine, începând cu zero pentru 1 inițial. De exemplu, numerele centrate pătratice sunt de patru ori numerele triunghiulare plus 1 sau echivalent {\displaystyle {\frac {4x(x+1)}{2}}+1}.
Aceste serii constau din
- numere centrate triunghiulare: 1, 4, 10, 19, 31, 46, 64, 85, 109, 136, 166, 199, ... (A005448)
- numere centrate pătratice: 1, 5, 13, 25, 41, 61, 85, 113, 145, 181, 221, 265, ... (A001844)
- numere centrate pentagonale: 1, 6, 16, 31, 51, 76, 106, 141, 181, 226, 276, 331, ... (A005891)
- numere centrate hexagonale: 1, 7, 19, 37, 61, 91, 127, 169, 217, 271, 331, 397, ... (A003215), aceste numere sunt exact diferența dintre cuburi consecutive, de ex. x3 − (x − 1)3
- numere  centrat heptagonale: 1, 8, 22, 43, 71, 106, 148, 197, 253, 316, 386, 463, ... (A069099)
- numere centrate octogonale: 1, 9, 25, 49, 81, 121, 169, 225, 289, 361, 441, 529, ... (A016754), aceste numere sunt exact pătrate perfecte impare
- numere centrate nonagonale sau eneagonale: 1, 10, 28, 55, 91, 136, 190, 253, 325, 406, 496, 595, ... (A060544), aceste numere includ toate numerele perfecte pare, cu excepția lui 6
- numere  centrate decagonale: 1, 11, 31, 61, 101, 151, 211, 281, 361, 451, 551, 661, ... (A062786)
- numere centrate endecagonale: 1, 12, 34, 67, 111, 166, 232, 309, 397, 496, 606, 727, ... (A069125)
- numere centrate dodecagonale: 1, 13, 37, 73, 121, 181, 253, 337, 433, 541, 661, 793, ... (A003154), aceste numere sunt și numere stea

... și asa mai departe.
Următoarele diagrame arată câteva exemple de numere poligonale centrate și construcția lor geometrică. Comparați aceste diagrame cu diagramele din articolul Număr poligonal.
| număr centrat triunghiular | număr centrat pătratic | număr centrat pentagonal | număr centrat hexagonal |
| -------------------------- | ---------------------- | ------------------------ | ----------------------- |
|                            |                        |                          |                         |

### Numere centrate pătratice
Sau pătrate centrate perfecte:
| 1 |  | 5 |  | 13 |  | 25 |
| - |  | - |  | -- |  | -- |
|   |  |   |  |    |  |    |

### Numere centrate hexagonale
| 1 |  | 7                         |  | 19                                                                        |  | 37 |
| - |  | ------------------------- |  | ------------------------------------------------------------------------- |  | --- |
| * |  | * · * · * · * · * · * · * |  | * · * · * · * · * · * · * · * · * · * · * · * · * · * · * · * · * · * · * |  | * · * · * · * · * · * · * · * · * · * · * · * · * · * · * · * · * · * · * · * · * · * · * · * · * · * · * · * · * · * · * · * · * · * · * · * · * |

## Proprietăți
Așa cum se poate vedea în diagramele de mai sus, al n-lea număr centrat k-gonal poate fi obținut plasând k copii ale celui de-al (n−1)-lea număr triunghiular în jurul unui punct central; prin urmare, al n-lea număr centrat k-gonal poate fi reprezentat matematic prin formula:
{\displaystyle C_{k,n}={\frac {kn}{2}}(n-1)+1.}
Diferența dintre al n-lea și al (n+1)-lea număr centrat k-gonal consecutiv este k(2n+1).
Al n-lea număr centrat k-gonal  este egal cu al n-lea număr normal k-gonal  plus (n-1)2.
La fel ca în cazul numerelor poligonale normale, primul număr centrat k-gonal este 1. Astfel, pentru orice k, 1 este atât număr k-gonal cât și număr centrat k-gonal. Următorul număr mai mare decât 1 care va fi atât număr k-gonal cât și număr centrat k-gonal poate fi găsit folosind formula:
{\displaystyle {\frac {k^{2}}{2}}(k-1)+1}
din care rezultă că numărul 10 este atât triunghiular, cât și centrat triunghiular, iar 25 este atât pătratic cât și centrat pătratic etc.
Spre deosebire de numerele poligonale multe numere centrate poligonale centrate sunt și numere prime. De fapt, dacă k ≥ 3, k ≠ 8, k ≠ 9, atunci există infinit de multe numere centrate k-gonale care sunt prime (presupunând adevărată conjectura Bunyakovsky). (Deoarece toate numerele centrate octogonale sunt, de asemenea, numere pătratice, și toate numerele centrate nonagonale sunt, de asemenea, numere triunghiulare (și nu egale cu 3), atunci ambele astfel de numere nu pot fi numere prime).